# Wszystkie ważne zawsze rzeczy
Wszystkie ważne zawsze rzeczy – trzeci singel z albumu 1.577 grupy Myslovitz.

## Notowania
| Lista                              | Pozycja |
| ---------------------------------- | ------- |
| Lista Przebojów Programu Trzeciego | 30      |
| Lista Przebojów Radia Merkury      | 18      |
| Mniej-Więcej-Lista Radia Zachód    | 1       |

## Teledysk
Opublikowano 27 września 2013 r. (oficjalna premiera - 30 września) w serwisie VEVO/YouTube. Wideoklip powstał we współpracy z fanami zespołu.